# چارلز سندز
 چارلز سندز (انگلیسی: Charles Sands؛ زاده ۲۲ دسامبر ۱۸۶۵ درگذشته ۹ اوت ۱۹۴۵) یک تنیس‌باز اهل ایالات متحده آمریکا بود.